# Alabama State Capitol
Das Alabama State Capitol (auch First Confederate Capitol) ist das Parlamentsgebäude des US-Bundesstaates Alabama. Es wurde in den Jahren 1849–1851 nach einem Entwurf des Architekten Barachias Holt im Neoklassizismus auf dem Goat Hill in Montgomery errichtet.

## Geschichte

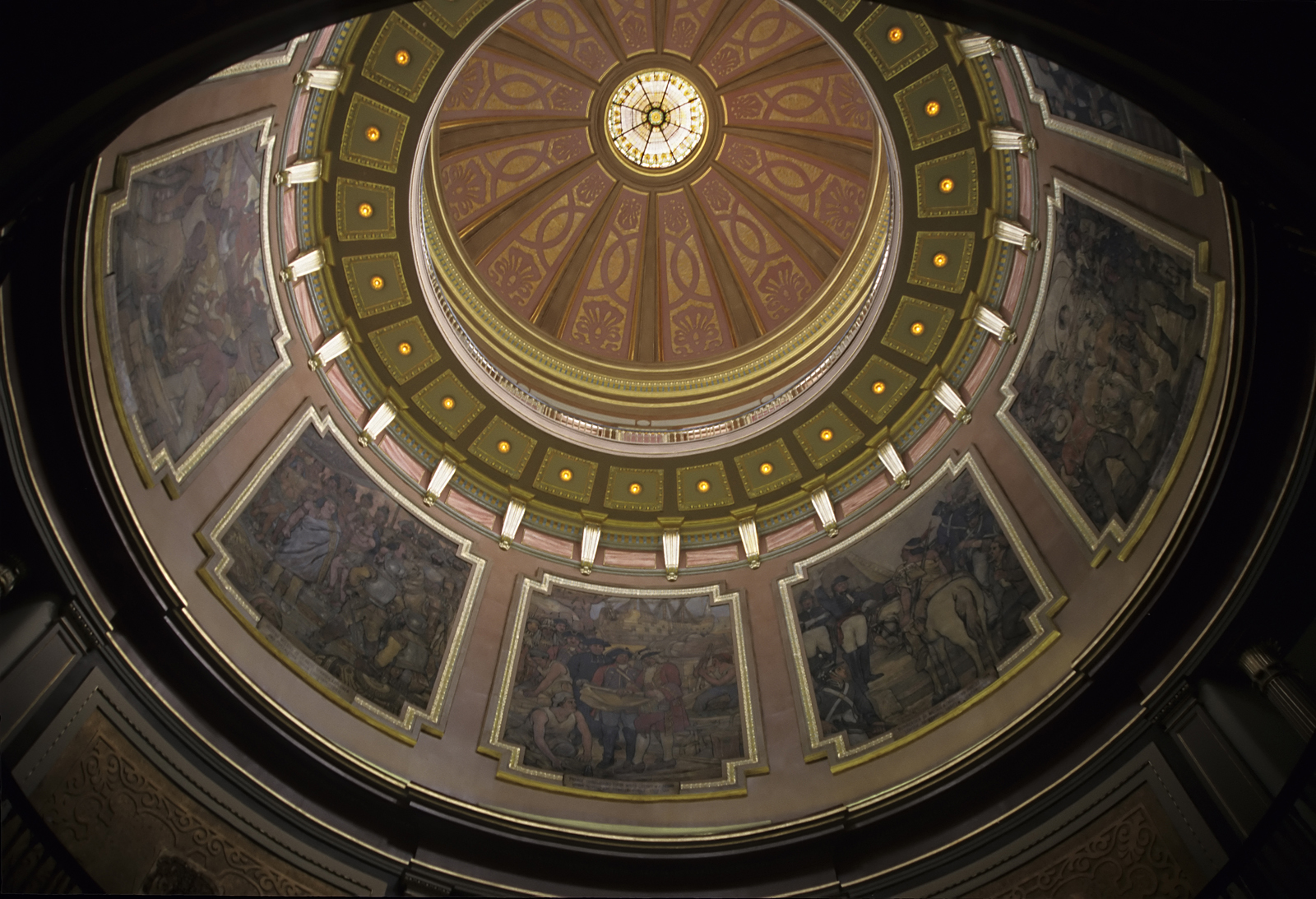
Die Rotunde im Inneren des Kapitols

Ein erstes Kapitol wurde in Montgomery im Jahr 1847 erbaut. Zwei Jahre nach seiner Errichtung zerstörte ein Feuer das Gebäude. Auf dessen Grundmauern wurde zwischen 1849 und 1851 das heute noch vorhandene State Capitol errichtet. In den folgenden Jahren erfuhr der Bau mehrere Ergänzungen: 1885 wurde an der rückwärtigen Seite ein Ostflügel angebaut, 1906 ein Südflügel, ein zugehöriger Nordflügel entstand 1912. Im Zuge einer umfassenden Renovierung des gesamten Gebäudes wurde 1992 ebenfalls auf der Rückseite ein moderner Anbau hinzugefügt. Konstruktiver Mittelpunkt des Hauses ist eine Rotunde, die nach oben mit einer Kuppel abschließt. Wandgemälde im Inneren zeigen Szenen aus der Geschichte des Bundesstaates.
Das Kapitol war bis 1985 Sitz der beiden Kammern der Alabama Legislature, also des Parlamentes des Bundesstaats. Mit Beginn der Renovierungsarbeiten im Jahr 1985 zog die gesamte Regierung in das Alabama State House (zuvor State Highway Department Building). Für diesen vorübergehenden Umzug musste der Verfassung des Bundesstaates ein Zusatz angefügt werden, der Sitzungen an anderer Stelle erlaubt, da die Verfassung das Kapitol als Tagungsort der Legislative vorschreibt. Nach Abschluss der Renovierung zog der Gouverneur des Bundesstaates und zahlreiche weitere Staatsbehörden wieder in das Gebäude. Die beiden Parlamentskammern blieben im Alabama State House.
Das Gebäude diente 1861 zudem als Kapitol der Konföderierten Staaten von Amerika. Zur Erinnerung an dieses Ereignis wurde eine Messingplatte in Form eines sechsstrahligen Sterns an exakt jener Stelle angebracht, an der Jefferson Davis am 18. Februar 1861 seinen Amtseid als erster und einziger Präsident der Konföderierten Staaten ablegte.
Am 19. Dezember 1960 wurde das Alabama State Capitol zur National Historic Landmark erklärt. Am 15. Oktober 1966 wurde es dem National Register of Historic Places hinzugefügt.